# 水卜さくら
水卜 さくら（みうら さくら、1997年11月30日 - ）は、日本のAV女優。東京都出身。ARCHE Production所属。愛称は「ミトちゃん」。

## 経歴
2017年4月7日、イメージビデオ「『AV無理』透き通る白桃Gカップおっぱいムチャクチャ騙し揉み」（未満）でイメージビデオ・デビュー。
2017年5月7日、S1 NO.1 STYLE（エスワン）から「新人NO.1STYLE 水卜さくらAVデビュー」を発売し、AV女優としてデビュー。AV女優になったきっかけは、「AV男優が好きだった」とインタビューで答えている。
2018年2月、エスワンからMOODYZ（ムーディーズ）へ専属移籍。同年5月には、DMMアダルトアワード2018優秀新人女優賞を受賞。
2019年3月1日、FANZAアダルトアワード2019最優秀女優賞にノミネート。メディア賞を受賞。
2021年4月、同月に発表されたアサヒ芸能「2021現役AV女優SEXY総選挙」で第5位。同年8月発表「読者300人が選んだFLASH 2021セクシー女優ランキング」読者投票31位。
2021年10月、10月11日週FANZA動画フロアランキングにおいて、『担任教師の僕は生徒の誘惑に負けて放課後ラブホで何度も、何度も、セックスしてしまった… 水卜さくら』が1位を記録。
2022年5月、同月に発表されたアサヒ芸能「2022現役AV女優SEXY総選挙」で第8位。
2022年10月、10月10日週FANZA通販フロアランキングにおいて、『いつも銭湯通いの巨乳隣人に風呂を貸したらGカップに発育した身体を覗き見してしまい濡れ髪のままビチョ濡れでヤリまくった！！ 水卜さくら』が1位を記録。
2023年5月に発表されたアサヒ芸能「2023現役AV女優SEXY総選挙」第12位。関東圏15位、関西圏8位と関西で票を伸ばした。
2023年10月9日週FANZAレンタルフロアランキングにて、『ウチの娘と同級生の巨乳子女と歳の差ゲス不倫 水卜さくら』が7位にランクイン。同10月9日週FANZA通販フロアランキングにて、『朝から晩まで12時間ずっとチ○ポ漬け乱交アクメ 絶頂後の痙攣ま○こに追撃ノンストップ猛ピストン 水卜さくら』が初登場4位を記録。
2023年11月13日週FANZA通販フロアランキングにて、『脳がトロける耳元囁きドキドキ淫語！卑猥なエロかわコスで悩殺プルルン挑発！金玉がバカになるまでシコっちゃう神乳オナサポ！【五感を刺激するASMR主観】 水卜さくら』が初登場3位を記録。
2023年11月18日、写真集『Cosplay Fetish Book 水卜さくら』の発売記念イベントを東京・神保町の書泉グランデで開催。
2024年2月12日週FANZA通販フロアランキングにて、『完璧フィギュア体型美少女とオジさんぽ後、お泊まりデート！翌朝まで生々ハメ撮りで中年テクに溺れイカされ続けた日 水卜さくら』が3位にランクイン。
2024年3月4日週FANZA通販フロアランキングにて、イメージビデオ作品『「染まらない‘白さ’柔らかく、美しい。」 水卜さくら』（FAIR＆WAY）が初登場3位を記録した。
2024年3月11日週FANZA通販フロアランキングにおいて『出張先の相部屋で…性欲モンスター上司の絶倫ピストンで12時間イカされ続けて彼氏も理性も頭から消し飛んだワタシ。 水卜さくら』が初登場5位を記録。FANZA通販フロア・2024年3月期女優ランキング5位ランクイン。
2024年4月8日週FANZA通販フロアランキングにて『いつもクラスでボッチの地味っこ同級生は月に一度の卑猥コスでオフパコ配信やっている人気神乳コスプレイヤーだった。 水卜さくら』が初登場1位を記録。
2024年4月発売『アサヒ芸能』発表「2024現役AV女優セクシー総選挙」において総合5位となる。
2024年5月20日週FANZA通販フロアランキングにて、『無口な図書委員とセックス漬け。 原作:ユズハ 総販売数10万部超え人気作を実写化！ 水卜さくら』が初登場8位となる。
2024年6月10日週FANZA通販フロアランキングにおいて『不登校な地味生徒は脱いだら凄っい神乳ボディだった…共働き保護者の帰宅前にヤリまくり家庭訪問 水卜さくら』が初登場2位となる。また、同月21日から7月19日まで開催されるFANZAのキャンペーン企画『乳! 尻! クビレ! CSKキャンペーン2024』のキャンペーンガールに伊藤舞雪、鷲尾めい、桃園怜奈、清原みゆうと共に就任。
2024年10月17日週FANZA通販フロアランキングにて、『激ピストン性欲処理用肉便器スリム巨乳マネージャー ラグビー部の絶倫部員たちに毎日アクメ失神するまでおま〇こ使われているワタシ…。 水卜さくら』が初登場3位となる。
2024年11月4日週FANZA通販フロアランキングにて、イメージビデオ作品『オトナの近道 水卜さくら』（FAIR＆WAY）が初登場3位にランクイン。
2024年11月11日週FANZA通販フロアにて、『美白乳の質感と絶頂 高画質超接写おま○こアングル絶頂アクメ 水卜さくら』が初登場4位にランクイン。FANZA通販フロア2024年11月度月間女優ランキング6位。
2024年12月9日週FANZA通販フロアランキングでは『突然の大雨…濡れ透けNTR いつもJ●彼女を送ってさよならする田舎の終着駅で知らない中年オヤジのチ●ポの虜になっているなんて… 水卜さくら』が初登場2位ランクイン。
2025年2月10日週FANZA通販フロアランキングでは『嫌いな上司に卑猥な競泳水着モデルを命じられて…ナイトプール接待で集団セクハラ輪●パーティー 水卜さくら』が初登場5位を記録した。
同年2月24日週FANZA通販フロアランキングでは『水卜さくら12時間12作品ベストVol.4』が初登場3位ランクイン。
同年3月10日週FANZA通販フロアランキングにて『睡姦 びちょ濡れでのぼせやすい私は性欲お化けのお義父さんに舐め堕ちさせられています…。 水卜さくら』が初登場5位を記録した。
同年4月7日週FANZA通販フロアランキングにて『普段は物静かな水卜さんは会社の飲み会後に酔ったら…淫ら 脱いだら凄いふわとろ神乳’ミトパイ’フルコースで痴女られた一夜』が初登場4位ランクイン。
同年6月9日週FANZA通販フロアランキングでは『10秒だけ挿れさせてあげて…！【童貞同盟】を組んでいた親友に彼女を一瞬だけ貸してあげたら…まさかまさかの相性抜群すぎたのか最近彼女の様子がおかしい！！』が初登場1位。
7月7日週FANZA通販フロアランキングで『※台本一切無し！一ヶ月禁欲した水卜さくらを焦らして寸止めを繰り返し極限まで感度を高めた後のケダモノ大乱交』が初登場2位ランクイン。

## 人物
胸が大きくなったのは12歳からで豊胸はしていないとのこと。また自分でおっぱいを結構触っているという。
初めてのオナニーは中学生の時で。初めて付き合ったのは高校2年生の時。16歳までほとんど男性としゃべったことがなかった。
AVで体験してみたい役柄はナース、ウェイトレス。
かなりマイペースな性格で、ひとりディズニーなど集団より単独行動を好む。
ライターの杜哲哉は「隠れ巨乳の代表格」と挙げており、小柄で胸周り自体も79センチのため着衣だと胸が大きく見えず、一転脱いだ時の胸は、美巨乳AV総集編やベスト版パッケージにも頻繁に使用される万人受けする胸の形であると記述している。

## 作品

### アダルトDVD / BD
発売日はDVD・BDの発売日。配信版はディスク版よりも数日早く配信開始される場合がある。
| 発売日   | タイトル                                                                                                | 規格品番  | 規格品番  | メーカー      | 備考 |
| 発売日   | タイトル                                                                                                | DVD       | BD        | メーカー      | 備考 |
| -------- | --- | --------- | --------- | ------------- | ---- |
| 5月7日   | 新人NO.1STYLE 水卜さくらAVデビュー                                                                      | SNIS-917  | 9SNIS-917 | S1 NO.1 STYLE |      |
| 6月13日  | 水卜さくら初イキ! ドキドキ性感開発3時間スペシャル                                                       | SNIS-937  |           | S1 NO.1 STYLE |      |
| 7月25日  | 水卜さくらの敏感おっぱい超堪能3時間フルコース                                                           | SNIS-960  |           | S1 NO.1 STYLE |      |
| 8月25日  | 交わる体液、濃密セックス                                                                                | SNIS-983  |           | S1 NO.1 STYLE |      |
| 9月25日  | 水卜さくらのドキドキ風俗初体験全力ご奉仕150分フルコース                                                 | SSNI-005  |           | S1 NO.1 STYLE |      |
| 10月19日 | 女子校生の美乳がチラリ・ポロリ                                                                          | SSNI-025  |           | S1 NO.1 STYLE |      |
| 11月19日 | 激イキ115回! 痙攣4000回! 鬼突き15000ピストン! 神乳くびれボディ エロス覚醒はじめての大・痙・攣スペシャル | SSNI-0048 |           | S1 NO.1 STYLE |      |
| 12月13日 | 常に全身ローションだっくだくのご奉仕ぬるぬる爆乳ランジェリーメイド                                      | SSNI-071  |           | S1 NO.1 STYLE |      |

| 発売日   | タイトル                                                       | 規格品番 | 規格品番  | メーカー      | 備考       |
| 発売日   | タイトル                                                       | DVD      | BD        | メーカー      | 備考       |
| -------- | -------------------------------------------------------------- | -------- | --------- | ------------- | ---------- |
| 1月25日  | ヨダレ・唾液ダラダラ全身ベロベロ超密着ベロキス性交             | SSNI-094 |           | S1 NO.1 STYLE | S1最終作品 |
| 2月13日  | 4本番移籍スペシャル!!                                          | MIDE-515 | 9MIDE-515 | MOODYZ        | MOODYZ移籍 |
| 4月1日   | 早漏イクイク4本番SEX禁欲スペシャル                             | MIDE-531 |           | MOODYZ        |            |
| 4月13日  | ウチの地味で巨乳な妹が自宅でノーブラ全開で困ってます。         | MIDE-540 |           | MOODYZ        |            |
| 5月13日  | 乳首をず～っとこねくりっぱなし性交                             | MIDE-549 |           | MOODYZ        |            |
| 6月13日  | 痴漢に溺れて… ―この車両だけはダメだと知っていたのに…―          | MIDE-558 |           | MOODYZ        |            |
| 7月13日  | 露出の羞恥で濡らされて…                                        | MIDE-565 |           | MOODYZ        |            |
| 8月13日  | 超高級小悪魔メンズエステサロン                                 | MIDE-571 |           | MOODYZ        |            |
| 9月13日  | 追撃絶頂! 濡れ透け美乳Gcup                                     | MIDE-580 |           | MOODYZ        |            |
| 10月13日 | 1日10回射精しても止まらないオーガズムSEXスペシャル             | MIDE-586 |           | MOODYZ        |            |
| 11月13日 | ビクビク超痙攣!! おっぱい性感開発オイルマッサージ              | MIDE-595 |           | MOODYZ        |            |
| 12月13日 | 性欲が溜まりすぎてこっそり挿れようとしてくる完璧美乳おっパブ嬢 | MIDE-604 |           | MOODYZ        |            |

| 発売日   | タイトル | 規格品番 | 規格品番 | メーカー | 備考 |
| 発売日   | タイトル | DVD      | BD       | メーカー | 備考 |
| -------- | --- | -------- | -------- | -------- | ---- |
| 1月13日  | 女教師の巨乳チラリズムに我慢できない!                                                                           | MIDE-613 |          | MOODYZ   |      |
| 2月13日  | 風俗レジデンス                                                                                                  | MIDE-624 |          | MOODYZ   |      |
| 3月13日  | 30本のチ○ポを抜きまくるパイズリ大乱交                                                                           | MIDE-634 |          | MOODYZ   |      |
| 4月13日  | 女子大生サイレント輪姦レ×プ ～助けを呼んで周りにバレるのが怖くて声を押し殺し屈辱ケイレン絶頂～                  | MIDE-643 |          | MOODYZ   |      |
| 5月13日  | はじめての童貞筆おろしドキュメント マシュマロ乳の文系女子が優しくヌキヌキ                                       | MIDE-649 |          | MOODYZ   |      |
| 6月13日  | ボクだけのノーブラ家庭教師                                                                                      | MIDE-657 |          | MOODYZ   |      |
| 7月13日  | 引きこもりのダメ兄 × 色白巨乳の優しい妹 僕専用のパイズリ巨乳義妹                                                | MIDE-666 |          | MOODYZ   |      |
| 8月13日  | 肩こりを軽減させるおっぱいストレッチで性感刺激マッサージ イヤと言えない無口な女子大生を狙うパーソナルトレーナー | MIDE-674 |          | MOODYZ   |      |
| 9月13日  | 地味だけど実は肉食な幼なじみと5日間の食べられ同棲生活                                                           | MIDE-680 |          | MOODYZ   |      |
| 10月13日 | 初恋。凄テク整体師にイクイク体質にされ子宮も心も堕ちた文学少女                                                  | MIDE-690 |          | MOODYZ   |      |
| 11月13日 | ワシの男根に自らマ×コを打ちつける息子の巨乳嫁が何度もイキ果てた                                                 | MIDE-705 |          | MOODYZ   |      |
| 12月13日 | ボクだけが知っている（と思っていた）隠れ巨乳クラスメイトさくらちゃんが… 大嫌いなセンパイに寝取られていた件!     | MIDE-715 |          | MOODYZ   |      |

| 発売日   | タイトル | 規格品番 | 規格品番  | メーカー | 備考       |
| 発売日   | タイトル | DVD      | BD        | メーカー | 備考       |
| -------- | --- | -------- | --------- | -------- | ---------- |
| 1月13日  | 無限ピストン潮吹き絶叫アクメ 輸入雑貨店のバイト面接に来た地味巨乳ちゃん おっぱい丸出しの猥褻商品を着用させて逃がさない! | MIDE-726 |           | MOODYZ   |            |
| 2月13日  | 高級ランジェリー試着モニターでやってきた 内気なバイト女子大生をセクハラ公開羞恥レ×プ輪姦                                | MIDE-736 |           | MOODYZ   |            |
| 3月13日  | 毎日抜く方法を変えて僕を痴女る小悪魔お姉ちゃん                                                                          | MIDE-749 |           | MOODYZ   |            |
| 4月13日  | 両親が不在の間、暇なド田舎に預けられた私は 近所のオジさんを誘惑して勝手にまたがり腰を振り続けた…                        | MIDE-761 |           | MOODYZ   |            |
| 5月13日  | 地味な教え子のノーブラ、ポロリ、透け乳首 着衣巨乳の再会でゲス勃起                                                       | MIDE-775 |           | MOODYZ   |            |
| 6月13日  | 水卜さくらMOODYZ12作品BEST                                                                                              | MIZD-189 |           | MOODYZ   | 単体ベスト |
| 7月13日  | 会社のすみっコにいる窓際社員が 実は社内露出痴女だった…。                                                                | MIDE-800 |           | MOODYZ   |            |
| 11月13日 | 巨乳捜査官 ～コスプレ撮影会潜入編～                                                                                     | MIDE-848 | 9MIDE-848 | MOODYZ   |            |

| 発売日  | タイトル                                                                                       | 規格品番 | 規格品番  | メーカー | 備考 |
| 発売日  | タイトル                                                                                       | DVD      | BD        | メーカー | 備考 |
| ------- | ---------------------------------------------------------------------------------------------- | -------- | --------- | -------- | ---- |
| 1月13日 | 妻が帰省した3日間 発育しきって喰い頃な巨乳連れ子を一生分ヤリ貯めした。                         | MIDE-872 |           | MOODYZ   |      |
| 3月13日 | 大嫌いなオヤジ上司に仕組まれた 一泊二日いいなり温泉接待で死にたくなるほどイカされて…           | MIDE-898 |           | MOODYZ   |      |
| 4月13日 | ワケあり家出少女を自宅に連れ込み拘束レ×プ 朝から晩まで濃厚オヤジに乳ねぶり監禁調教された数日間 | MIDE-911 |           | MOODYZ   |      |
| 5月13日 | 担任教師の僕は生徒の誘惑に負けて放課後ラブホで 何度も、何度も、セックスしてしまった…           | MIDE-924 |           | MOODYZ   |      |
| 6月13日 | 「もう射精してるってばぁ!」状態でも密着汗だくで痴女ってくる妹                                  | MIDE-939 | 9MIDE-939 | MOODYZ   |      |
| 7月13日 | 地味っ娘キメセク深夜バイト 大嫌いなゲス店長に媚薬漬けにされて死ぬほどイカされまくったワタシ    | MIDE-950 |           | MOODYZ   |      |

| 発売日   | タイトル | 規格品番 | 規格品番  | メーカー | 備考 |
| 発売日   | タイトル | DVD      | BD        | メーカー | 備考 |
| -------- | --- | -------- | --------- | -------- | ---- |
| 1月18日  | ソープ部を新たにつくった生徒会長さくらちゃんが エッチな衣装で大奮闘!発射無制限サービス                                  | MIDV-036 |           | MOODYZ   |      |
| 2月15日  | 家、いきなり行ってイイですか? ボイン大好きクンのお宅へ突撃デリバリーSEX!! オッパイでいっぱいイッちゃい～な!!            | MIDV-053 |           | MOODYZ   |      |
| 3月15日  | ゴミ部屋の濃厚オヤジに乳首ビンビンになるまで乳揉まれ ねっちょり絶倫ピストンでイカされ続けた隣人の私                     | MIDV-072 |           | MOODYZ   |      |
| 4月19日  | 性感覚醒ポルチオ開発おま●こ激ピストン潮吹きアクメ                                                                       | MIDV-091 |           | MOODYZ   |      |
| 11月15日 | いつも銭湯通いの巨乳隣人に風呂を貸したら Gカップに発育した身体を覗き見してしまい 濡れ髪のままビチョ濡れでヤリまくった!! | MIDV-238 | 9MIDV-238 | MOODYZ   |      |

| 発売日   | タイトル | 規格品番 | 規格品番  | メーカー | 備考       |
| 発売日   | タイトル | DVD      | BD        | メーカー | 備考       |
| -------- | --- | -------- | --------- | -------- | ---------- |
| 1月17日  | 水卜さくらMOODYZ2年目の軌跡大収録12作品12時間BEST VOL.2 | MIZD-311 |           | MOODYZ   | 単体ベスト |
| 2月21日  | 憧れのさくら先輩が屈強な水泳部員に輪姦されてしまった… 水卜さくら                                                                                            | MIDV-258 | 9MIDV-258 | MOODYZ   |            |
| 3月21日  | 舐めじゃくり痴女ナース 全身リップ清拭でチ○ポがバグってドバドバ連射 水卜さくら                                                                               | MIDV-278 | 9MIDV-278 | MOODYZ   |            |
| 5月16日  | 地味で内気な会社の部下は従順な愛人… 初めての不倫温泉旅行で嬉し恥ずかしイチャラブSEX 水卜さくら                                                              | MIDV-297 | 9MIDV-297 | MOODYZ   |            |
| 6月20日  | ウチの娘と同級生の巨乳子女と歳の差ゲス不倫 水卜さくら | MIDV-391 |           | MOODYZ   |            |
| 7月18日  | 大切な彼女がクラスのDQN達に媚薬を使って犯され キメセク堕ちしているのを見てクズ勃起 水卜さくら                                                               | MIDV-420 |           | MOODYZ   |            |
| 8月15日  | 都合のイイ地味メガネ巨乳 言いなり後輩OLの神乳ボディを乳首ビンビンに揉みまくり、 朝までヤリまくる週末 水卜さくら                                             | MIDV-476 | 9MIDV-476 | MOODYZ   |            |
| 9月19日  | 「お勉強合宿、がんばります。」 3年間じっくり手なずけた家庭教師の教え子と、両親に秘密のハメまくりホテル泊。 水卜さくら                                       | MIDV-476 | 9MIDV-476 | MOODYZ   |            |
| 10月17日 | 社内で一番地味な女の子がこんなに凄いカラダだったなんて!! 初めてのお泊りデート その後、ホテルに誘って 朝まで丸裸で何度も何度もハメまくった。                 | MIDV-504 | 9MIDV-504 | MOODYZ   |            |
| 11月21日 | 朝から晩まで12時間ずっとチ○ポ漬け乱交アクメ 絶頂後の痙攣ま○こに追撃ノンストップ猛ピストン 水卜さくら                                                        | MIDV-533 | 9MIDV-533 | MOODYZ   |            |
| 12月19日 | 脳がトロける耳元囁きドキドキ淫語! 卑猥なエロかわコスで悩殺プルルン挑発! 金玉がバカになるまでシコっちゃう神乳オナサポ! 【五感を刺激するASMR主観】 水卜さくら | MIDV-564 | 9MIDV-564 | MOODYZ   |            |

| 発売日   | タイトル | 規格品番 | 規格品番  | メーカー | 備考       |
| 発売日   | タイトル | DVD      | BD        | メーカー | 備考       |
| -------- | --- | -------- | --------- | -------- | ---------- |
| 1月2日   | 奇跡の神乳 MOODYZ 3年目の軌跡 水卜さくら12作品12時間BEST vol.3                                                                             | MIZD-361 |           | MOODYZ   | 単体ベスト |
| 1月23日  | 大嫌いなセクハラ上司に社外の出先ばかりで チクイキさせられるノーブラ連れ回し 乳首こねくりキメセク調教 水卜さくら                            | MIDV-595 | 9MIDV-595 | MOODYZ   |            |
| 2月20日  | ノーブラで誘惑してくる彼女のお姉さんに興奮して性欲 モンスター化! コンドーム1箱使い切っても更にヤリまくった 水卜さくら                      | MIDV-656 | 9MIDV-656 | MOODYZ   |            |
| 3月19日  | 完璧フィギュア体型美少女とオジさんぽ後、 お泊まりデート! 翌朝まで生々ハメ撮りで中年テクに 溺れイカされ続けた日 水卜さくら                  | MIDV-626 | 9MIDV-626 | MOODYZ   |            |
| 4月16日  | 出張先の相部屋で… 性欲モンスター上司の絶倫ピストンで 12時間イカされ続けて彼氏も理性も頭から消し飛んだワタシ。水卜さくら                    | MIDV-685 | 9MIDV-685 | MOODYZ   |            |
| 5月21日  | いつもクラスでボッチの地味っこ同級生は 月に一度の卑猥コスでオフパコ配信やっている 人気神乳コスプレイヤーだった。 水卜さくら                | MIDV-718 | 9MIDV-718 | MOODYZ   |            |
| 6月18日  | 無口な図書委員とセックス漬け。 原作：ユズハ 総販売数10万部超え人気作を実写化! 水卜さくら                                                   | MIMK-163 | 9MIMK-163 | MOODYZ   |            |
| 7月16日  | 不登校な地味生徒は脱いだら凄っい神乳ボディだった… 共働き保護者の帰宅前にヤリまくり家庭訪問 水卜さくら                                      | MIDV-754 | 9MIDV-754 | MOODYZ   |            |
| 8月20日  | バイト女子の部屋着からポロリする無頓着な ノーブラ巨乳誘惑に負け週5で19発射精(だ)し寝取られた フルタイム下衆不倫 水卜さくら                 | MIDV-820 | 9MIDV-820 | MOODYZ   |            |
| 10月15日 | はじめて彼女ができたのに… 隣に住む喪女ニートお姉さんに食べられ、 カラダの相性良すぎて浮気なのに何度もSEXしまくった 水卜さくら              | MIDV-888 | 9MIDV-888 | MOODYZ   |            |
| 11月19日 | 激ピストン性欲処理用肉便器スリム巨乳マネージャー ラグビー部の絶倫部員たちに毎日アクメ失神するまで おま〇こ使われているワタシ…。 水卜さくら | MIDV-923 | 9MIDV-923 | MOODYZ   |            |
| 12月17日 | 美白乳の質感と絶頂 高画質超接写おま○こアングル絶頂アクメ 水卜さくら                                                                        | MIDV-963 | 9MIDV-963 | MOODYZ   |            |

| 発売日  | タイトル | 規格品番 | 規格品番  | メーカー | 備考                                       |
| 発売日  | タイトル | DVD      | BD        | メーカー | 備考                                       |
| ------- | --- | -------- | --------- | -------- | ------------------------------------------ |
| 1月21日 | 突然の大雨… 濡れ透けNTR いつもJ●彼女を送ってさよならする田舎の終着駅で 知らない中年オヤジのチ●ポの虜になっているなんて… 水卜さくら                           | MIDA-007 |           | MOODYZ   |                                            |
| 3月18日 | 嫌いな上司に卑猥な競泳水着モデルを命じられて… ナイトプール接待で集団セクハラ輪姦パーティー 水卜さくら                                                        | MIDA-086 |           | MOODYZ   |                                            |
| 4月1日  | 水卜さくら 12時間12作品ベスト Vol.4 | MIZD-432 |           | MOODYZ   | 単体ベスト                                 |
| 4月15日 | 睡姦 びちょ濡れでのぼせやすい私は 性欲お化けのお義父さんに舐め堕ちさせられています…。 水卜さくら                                                             | MIDV-852 |           | MOODYZ   |                                            |
| 5月20日 | 普段は物静かな水卜さんは会社の飲み会後に酔ったら…淫ら 脱いだら凄いふわとろ神乳”ミトパイ”フルコースで痴女られた一夜 水卜さくら                                | MIDA-211 | 9MIDA-211 | MOODYZ   |                                            |
| 6月17日 | 手でさするのは浮気にならないよ? 三連泊した宿場で彼女の妹の小悪魔手コキに擦り堕ち 20発射精して寝取られたボク 水卜さくら                                       | MIDA-123 | 9MIDA-123 | MOODYZ   |                                            |
| 7月15日 | 10秒だけ挿れさせてあげて…! 【童貞同盟】を組んでいた親友に彼女を一瞬だけ貸してあげたら… まさかまさかの相性抜群すぎたのか最近彼女の様子がおかしい!! 水卜さくら | MIDA-240 | 9MIDA-240 | MOODYZ   |                                            |
| 8月19日 | ※台本一切無し! 一ヶ月禁欲した水卜さくらを焦らして 寸止めを繰り返し極限まで感度を高めた後のケダモノ大乱交                                                     | MIDA-284 | 9MIDA-284 | MOODYZ   | DVD版とBD版で ジャケットデザインが異なる。 |

### アダルトVR
| 発売日   | タイトル | 品番     | メーカー | 備考   |
| 2018年   | 2018年 | 2018年   | 2018年   | 2018年 |
| -------- | --- | -------- | -------- | ------ |
| 3月2日   | 新3DVR神美乳がラブラブ超密着同棲体験 | MDVR-018 | MOODYZ   |        |
| 10月13日 | 引きこもりの僕を毎朝、過激すぎるスキンシップで起こしてくれるノーブラ巨乳同級生                                                                                                | MDVR-027 | MOODYZ   |        |
| 2019年   | |          |          |        |
| 6月26日  | 水卜さくらのおっぱいを揉めば揉むほど気持ちよくなってイっちゃう!VR 大きいだけじゃない! ビンカンなおっぱいをアナタの好きなように揉みまくり、 ハメまくり、イカせまくり高画質VR!! | MDVR-050 | MOODYZ   |        |
| 2020年   | |          |          |        |
| 2月5日   | 神乳シンデレラひとりじめ!! ボクのカノジョは水卜さくらVR AVのお仕事にもアナタとの恋人生活にも一生懸命! 素顔とおっぱいさらけ出しイチャイチャバーチャル同棲リアリティ!!          | MDVR-078 | MOODYZ   |        |
| 6月17日  | 水卜さくらと1泊2日でイチャイチャラブラブ温泉旅行素顔とおっぱいと「好き」がた～くさん! プライスレス体験VR!!                                                                    | MDVR-094 | MOODYZ   |        |
| 2023年   | |          |          |        |
| 6月28日  | 最高8K画質 × 最強神乳 朝起きたら目の前に水卜さくらがいて、カノジョがいるのに一線を越えてしまったボクは…。                                                                     | MDVR-249 | MOODYZ   |        |
| 2024年   | |          |          |        |
| 4月15日  | テレパシー（特殊能力）を身につけた女性用風俗のキャストになれるVR 「もっとエッチなことしてくれないかなぁ…」 女性用風俗に初めて来た巨乳女子のスケベな心の声がきこえる裏オプSEX  | MDVR-287 | MOODYZ   |        |
| 10月15日 | お風呂を貸した幼馴染のGカップに成長した身体に我慢できず、 濡れ神乳のままハメまくったボクVR! 2SEX 95分 水卜さくら                                                              | MDVR-319 | MOODYZ   |        |

### イメージDVD / BD
| 発売日   | タイトル                                                                                  | 規格品番 | 規格品番  | メーカー   | 備考   |
| 発売日   | タイトル                                                                                  | DVD      | BD        | メーカー   | 備考   |
| 2017年   | 2017年                                                                                    | 2017年   | 2017年    | 2017年     | 2017年 |
| -------- | ----------------------------------------------------------------------------------------- | -------- | --------- | ---------- | ------ |
| 4月7日   | 『AV無理』 透き通る白桃Gカップおっぱいムチャクチャ騙し揉み                                | MMND-141 |           | 未満       |        |
| 5月1日   | 『AV無理 MAX』 透き通る白桃Gカップと絶品クビレボディを イジって! イジって! イタズラ三昧!! | MMND-143 |           | 未満       |        |
| 2018年   |                                                                                           |          |           |            |        |
| 11月25日 | キミとの思い出 水卜さくら                                                                 | OAE-171  |           | Aircontrol |        |
| 2019年   |                                                                                           |          |           |            |        |
| 6月25日  | SPY Film スパイ・フィルム                                                                 | OAE-185  |           | Aircontrol |        |
| 2024年   |                                                                                           |          |           |            |        |
| 4月9日   | 「染まらない‘白さ’柔らかく、美しい。」 水卜さくら                                         | FWAY-014 | 9FWAY-014 | FAIR & WAY |        |
| 12月10日 | オトナの近道 水卜さくら                                                                   | FWAY-043 | 9FWAY-043 | FAIR & WAY |        |
| 2025年   |                                                                                           |          |           |            |        |
| 3月20日  | Sakura 玉響 -cinematic version- 水卜さくら                                                | REBD-922 | REBDB-907 | REbecca    |        |

### 写真集
- ぐるっとまわせる! 原寸大おっぱい図鑑3D（2019年2月4日、一迅社、撮影：須崎祐次、監修：安田理央） ‐ Gカップモデル[57] ISBN 978-4-7580-1631-5
- 恍惚（2019年8月21日、双葉社、撮影：小澤忠恭）ISBN 978-4-575-31485-4
- Cosplay Fetish Book 水卜さくら（2023年10月20日、ジーオーティー、撮影：田村浩章）ISBN 978-4-8236-0540-6
- 水卜さくら写真集 「玉響 tama yura」（2025年2月13日、双葉社、撮影：富田恭透）ISBN 978-4-575-31951-4 [58]

### ポーズ集
- 巨乳専門ポーズ集 着衣巨乳を脱がせてみたら（2020年3月31日、一迅社、撮影：須崎祐次）ISBN 978-4-7580-1686-5[59]
- プレミアムヌードポーズブック 水卜さくら（2020年9月18日、ジーオーティー、撮影：田村浩章）ISBN 978-4-8236-0068-5

### デジタル写真集
- FRIDAYデジタル写真集プレミアム 水卜さくら「絶世のクビレBODY」（2018年3月16日、講談社、撮影：西條彰仁）
- ヘアヌード さくらを見る会 2020 桜井千春 桜木優希音 水トさくら（2020年3月30日、小学館、撮影：井上たろう）[60]
- ＃NEWLOOK【girl meets street】水卜さくら（2021年4月15日、ジーオーティー、撮影：黒羽政士）
- 120ページ全て撮り下ろし! MOODYZ専属女優12名PHOTO BOOK（2021年5月31日、FANZA BEAUTY COLLECTION）※MOODYZ専属女優12名の撮り下ろし写真を収録。FANZA限定配信。
- MOODYZ COLLECTION（2021年9月15日、a-list photo anthology）※MOODYZ専属女優4名によるオムニバス写真集。
- 美人妻 溜池ゴロー（2021年11月20日、FANZA BEAUTY COLLECTION）※複数モデルによるオムニバス写真集。FANZA限定配信。
- みんなあつまれ MOODYZキャンペーン2022 Special Photo Book（2022年11月4日、FANZA BEAUTY COLLECTION）※MOODYZ出演女優32名の撮り下ろし写真を収録。FANZA限定配信。
- 水卜さくらヘアヌード写真集「桜色」 週刊大衆デジタル写真集NUDE : 22（2023年4月17日、双葉社、撮影：篠原潔）[61]
- 神様はどうしてこんなに素晴らしいおっぱいを彼女だけに与えたのか? 水卜さくら（2023年6月30日、小学館、撮影：浜田一喜）[62]
- みんなあつまれ MOODYZキャンペーン2024 スペシャルフォトブック（2024年3月15日、FANZA BEAUTY COLLECTION）※FANZA「みんなあつまれ! MOODYZキャンペーン2024」キャンペーンガール16名の撮り下ろし写真を収録。FANZA限定配信。
- CSKキャンペーン2024 Digital Photo Book（2024年6月21日、FANZA BEAUTY COLLECTION）※FANZA『乳! 尻! クビレ! CSKキャンペーン2024』キャンペーンガール5名によるデジタル写真集。FANZA限定配信。
- 水卜さくら PINKY FRIDAYデジタル写真集（2024年10月25日、講談社、撮影：篠原潔）
- MOODYZ COLLECTION vol.2（2024年12月24日、a-list photo anthology）※MOODYZ専属女優12名によるオムニバス写真集。
- MOODYZ COLLECTION vol.3（2025年5月20日、a-list photo anthology）※MOODYZ専属女優11名によるオムニバス写真集。
- MOODYZ COLLECTION vol.4（2025年6月6日、a-list photo anthology）※MOODYZ専属女優11名によるオムニバス写真集。
- 可愛いとはこうゆうこと 水卜さくら（2025年7月1日、フェア出版）
- おとめ天国 水卜さくら（2025年8月1日、フェア出版、撮影：早川達也）

## 製品

### トレーディングカード
- AVC ジューシーハニー コレクションカード PLUS #5 相沢みなみ 楓カレン 三上悠亜 水卜さくら（2019年12月15日、株式会社ミント）
- AVC ジューシーハニー THE DELUXE 2024 神木麗 河北彩伽 水卜さくら 楓ふうあ（2024年7月27日、株式会社ハバロッサ）

### アダルトグッズ
オナホール
- AVミニ名器 水卜さくら（2022年8月1日、日暮里ギフト）
- 名器の証明 改 ReNO.001 水卜さくら（2023年8月5日、日暮里ギフト）

ローション
- 水卜さくらのAV名器汁ローション 80ml（2022年8月1日、日暮里ギフト）
- 水卜さくらの愛液ローション 改 80ml（2023年8月5日、日暮里ギフト）

## 出演

### 雑誌
2017年
- FRIDAY（8月25日[63]、講談社）
- 週刊大衆ヴィーナス（12月29日[64]、双葉社）
- FRIDAYダイナマイト（12月29日[65]、講談社）

2018年
- FRIDAY（3月6日[66]、講談社）
- 週刊プレイボーイ（3月19日[67]、集英社）

2022年
- 週刊大衆

### テレビ
- Sweet Angel #93（2018年11月17日、MONDO TV）
- 魚拓と成瀬のツキとスッポンぽん #225・#226（2018年12月23日・30日、パチ・スロ サイトセブンTV） - ゲスト出演
- モテるの法則 season 11 #4（エンタメ〜テレ） - ゲスト出演[68]

### ゲーム
- 新宿スカウトバトル（2019年12月2日、DMM GAMES） - 海外マフィア『九頭竜会』六の竜 役[69]
- 銀行マンの下剋上〜バラ色人生を目指して〜（2022年12月6日、AV GAMES、フュージョンプロジェクト）- カジノ接待：水卜さくら 役[70]
- 社長と美女たちの二重奏（2024年3月6日[71]、CREAM SOFT）- 七尾祈 役[72]